# Rayerschied
Rayerschied – miejscowość i gmina w Niemczech, w kraju związkowym Nadrenia-Palatynat, w powiecie Rhein-Hunsrück, wchodzi w skład gminy związkowej Simmern-Rheinböllen. Do 31 grudnia 2019 wchodziła w skład gminy związkowej Simmern/Hunsrück.